# Burgruine Widersberg
Die Burgruine Widersberg ist die Ruine einer Höhenburg in Raabs an der Thaya in Niederösterreich. Die Reste der spätmittelalterlichen Burg liegen etwa drei Kilometer westlich von Raabs im niederösterreichischen Waldviertel nahe der tschechischen Grenze.
Die Mauerreste stehen auf einem Felsen etwa 30 Meter über der Thaya nahe der Reismühle. Es handelt sich um eine Kleinburg mit einer Fläche von etwa 17 × 13 Meter. Es dürfte an der südwestlichen Ecke ein Turm gestanden sein, denn dort ist ein größerer Schutthaufen vorhanden. Der aus dem Felsen gehauene Halsgraben ist heute noch mehr als vier Meter tief. Die wenigen heute noch vorhandenen Mauerreste können aufgrund der Mauertechnik in das 13. Jahrhundert datiert werden.

## Geschichte
1268 erscheinen in einer Urkunde Ortolfus und Sifridus de Widerspach als Zeugen. Darin bezieht sich die Erstnennung noch auf einen Bach. In der „Prima fundacio“, einem Besitzverzeichnis des Klosters Herzogenburg um 1300, wird „villa Widersperkch“ erwähnt, also ein Meierhof oder ein Dorf. Anlässlich der Stiftung einer Seelenmesse in der Jakobs-Kirche in Raabs kommt 1314 mit anderen Adeligen ein Herbort (Merbot) der Widersperger vor. 1340 urkundet ein Wichard, er wird auch auf der Burg Lehnstein genannt. Georg der Widersberger bezeugt mit anderen Adeligen der Gegend 1364 und 1375 Urkunden der Eibensteiner. Gegen Ende des 14. Jahrhunderts hatten weitere Angehörige des Geschlechtes auswärtigen Besitz oder suchten anderswo ihr Auskommen, so in Kainraths bei Waidhofen oder in Steinbach bei Großpertholz. 1414/15 verkaufen Adelige aus dem Geschlecht der Tyrnauer ihr Dorf Seebs und Zehente dort an „Ortolf den Widersperger“. 1493 wird das „öde Widersperg“ genannt, die Burg war also bereits verlassen. Das Dorf dürfte gleichzeitig abgekommen sein und die letzten Bewohner zogen in das naheliegende Oberndorf bei Raabs, denn die ehemaligen Widersberger Gründe werden seit damals von Oberndorfer Bauern als sogenanntes „Überländ“ bewirtschaftet.